# Kara Lynn Joyce
Kara Lynn Joyce, född 25 oktober 1985 i Brooklyn, New York, är en amerikansk simmare. Hon har deltagit i tre OS och vunnit fyra olympiska silvermedaljer i lagkapp.